# Kajsa Frick
Kajsa Frick, född 11 mars 1976, är en svensk travkusk och travtränare. Hon är proffstränare vid Rättviks travbana. Hon är dotter till travtränaren Leif Witasp och systerdotter till travtränaren Jim Frick.

## Biografi
Redan som ung ägnade Frick mycket tid åt hästarna, som dotter till Leif Witasp. Hon började redan som ung att tävla i ponnytrav och efter gymnasiet började hon jobba i sin fars stall och köra fullstora hästar. Frick arbetade på stallets filial vid Åbytravet i nästan två år, men har även arbetat kortare tider i både USA och Frankrike.
Hennes första framgångar kom som kusk och Frick skördade fina framgångar runt om i Sverige, bland annat med hästarna Castor Café och Carl Otto. I takt med att framgångarna som kusk tog fart tog Frick steget att bli proffstränare 2003. Under hennes första år som proffstränare körde hon in nästan 3 miljoner kronor. 2004 ökades siffrorna till 4 miljoner kronor, och Frick blev även kuskchampion på Romme travbana, och blev därmed den andra svenska kvinnan att vinna ett banchampionat.